# 幼年原則
幼年原則指子女年幼，原則上應歸母親監護，以滿足幼兒不斷而繼續性之需求，然而，現代社會職業婦女增加，此原則或許不再是決定性因素，亦或許有人認為違反男女平等精神，惟衡諸常情，母親經歷懷胎及生產過程，對幼兒情愛通常較父親強烈，子女與母親十月間骨血相連，彼此不但生理需求互相影響，情感亦能相互傳達?，胎兒於母體內，能辨識母親聲音，並因而獲得安全滿足，出生後亦是如此，故此原則仍有其參考價值。

## 學術論文
- 王如玄. . 律師雜誌: 94-97頁.
- 高孟焄. .